# Лептура плямиста
Чорноплямка плямиста (лат. Rutpela maculata Poda, 1761) — вид жуків з родини Скрипунові.
Синоніми: 
- Leptura maculata Poda, 1761
- Leptura armata Preyssler, 1793
- Leptura fasciata Scopoli, 1763
- Leptura nigra Petagna, 1787 nec Linnaeus, 1758
- Leptura quinquemaculata Gmelin, 1790
- Leptura rubea Geoffroy, 1785
- Strangalia maculata (Poda) Mulsant, 1863

## Молекулярна філогенія
На основі інтегративної філогенії за морфологічним (61 ознака) і молекулярним (мітохондрієві гени 16S рРНК і COI, а також ядровий ген 28S рРНК) аналізами Rutpela maculata переміщена з роду Stenurella, який є поліфілетичним, у рід Rutpela.

## Поширення
L. maculata є пан'європейським геоелементом європейського зоогеографічного комплексу. Вид розповсюджений по всій Європі, Заході Росії, Кавказі, Західній Азії. У регіоні Українських Карпат звичайний для передгір’їв, у гірській місцевості не зустрічається.

## Екологія
Літ розпочинається із середини червня і триває по першу декаду серпня. Комахи зустрічаються на квітах королиці, деревію, дикої моркви та ін. Личинка розвивається в деревині листяних порід. Заселяє березу, тополю, осику, граб, дуб, бук та деякі інші породи дерев.

## Морфологія

### Імаго
Скроні голови згладжені, слабо окреслені. Передньоспинка витягнена – довша за її ширину, з яскраво вираженим горбиком на боці та глибокою передньою поперечною борозною, дрібно та густо пунктована. Задньоспинка самців з парою поздовжніх пластин. У самців задні гомілки з двома великими зубцями на внутрішній стороні, між ними дрібно зазубрені. Ноги, окрім лапок, вершин гомілок та задніх стегон – світло-жовті. Тіло чорного кольору. Надкрила світло-жовті з чорними швом, вершиною, поперечним рядом плямок в першій третині, вкороченою перев’яззю та суцільною перев’яззю за серединою. Розмір тіла – 14—20 мм.

## Життєвий цикл
Життєвий цикл триває 2 роки.